# Makroobjektiv
Et makroobjektiv er et objektiv som et specielt beregnet til makrofotografering, dvs. til at fotografere så tæt på at emnet bliver gengivet i naturlig størrelse på filmen. Forholdet mellem emnets størrelse og den projekterede størrelse på filmen kaldes forstørrelsen og normalt skal dette forhold være 1:1 før man taler om ægte makrofotografi.
Hvis man bruger en 35 mm-film, betyder det at ens kamera skal kunne fokusere på et areal som højest er 24x36 mm, idet det er størrelsen på hvert billede på selve filmstrimlen.
Selv om mange objektiver har en "makroindstilling", er det normalt kun specialobjektiver som reelt kan opnå en forstørrelse på 1 eller derover. Hvis man ønsker et bruge et standardobjektiv til makrofotografering kan man montere mellemringe mellem objektivet og kamerahuset, eller man kan montere en nærfotolinse uden på objektivet. Begge dele vil gøre objektivet i stand til at fokusere tættere på, men kvaliteten bliver sjældent så god som med et specialobjektiv.
Makrofotografering foretages normalt med meget små blænderåbninger på grund af den lave dybdeskarphed, som følger med den store forstørrelse. Alligevel bliver makroobjektiver normalt designet med relativt store maksimale blændeåbninger (næsten altid f:2 eller f:2.8). Det skyldes, at der kun reflekteres ganske lidt lys fra det lille målområde gennem søgeren, og man har brug for godt lys for at kunne vurdere placeringen af skarphedsplanet og placere det præcist.
Nutildags, hvor de fleste fotograferer digitalt, har kameraet ikke en film men derimod en såkaldt sensor, og den er i de fleste tilfælde langt mindre end det klassiske filmformats 24x36 mm. Men det ændrer ikke definitionen af et makroobjektiv, som er fastlagt ud fra maksimalforstørrelsen. Det betyder derimod at et "ægte" makrofotografi blot bliver et mindre udsnit af motivet.
Til gengæld bliver flere digitale kameraer i dag markedsført ud fra en anden definition, hvor man kalder det makro hvis en 10x13 cm papirkopi af billedet viser emnet mindst i naturlig størrelse. Derved bliver makrobegrebet ikke bare en egenskab ved objektivet, som er den klassiske opfattelse, men også af kameraets sensorstørrelse og andre ting.